# Airola
Airola là một đô thị ở tỉnh Benevento trong vùng Campania, có vị trí khoảng 35 km về phía đông bắc của Naples và khoảng 20 km về phía tây nam của Benevento. Tại thời điểm ngày 31 tháng 12 năm 2004, đô thị này có dân số 7.770 người và diện tích là 14,5 km².
Airola giáp các đô thị: Arpaia, Bonea, Bucciano, Forchia, Moiano, Paolisi, Rotondi.